# Kingdom Center
Kingdom Center (tidigare Kristet Center i Syd) är en fristående kristen evangelisk karismatisk församling i Höör i Skåne. Den leds (2020) av pastorerna Christer Segerliv och Helena Segerliv.

## Christer Segerliv
Församlingen är startad av Christer Segerliv (tidigare Nilsson, född 1952), som alltjämt (2020) är en tydlig del av församlingens ledarskap.    
Segerliv var på 1980-talet ungdomspastor i Missionskyrkan i Osby. Han är ursprungligen elektriker och har ingen teologisk utbildning utöver en kortare period på Livets ords bibelskola terminen 1992-1993. I slutet av 80-talet bildade Segerliv församlingen Sion i Osby som inom kort slogs ihop med församlingen Glädjehuset i Helsingborg. I början av 1990-talet tog visionen om ett "kristet center i syd" form, och församlingen fick namnet "Kristet Center Syd" och flyttade till Vägasked utanför Höör. Församlingen såg sig som en del av Trosrörelsen och tog bland annat emot besök av Livets ord-pastorn Ulf Ekman, men 1996 tog Trosrörelsen och Livets ord avstånd från Segerliv och församlingen i Vägasked.
1995 ansökte Trosrörelsen om vigselrätt åt Christer Segerliv. Knappt ett år senare återkallades vigselrätten av Kammarkollegiet i Stockholm efter en ansökan från Trosrörelsen. Livets ords Robert Ekh motiverade ansökan med att "Christer Nilsson (numera Segerliv) och Kristet Center Syd inte längre tillhör Trosrörelsens representantskap". Christer Segerliv har sedan dess inte haft laglig rätt att viga.

## Kritik
Socionomen Margaretha Sturesson var medlem i församlingen Glädjehuset när denna slogs ihop med Sion och bildade Kristet Center i Syd. Då lämnade hon sitt liv som socionom i Helsingborg för att hjälpa till att bygga upp församlingen i Höör. Hon har skrivit boken Om det så skulle kosta mig livet där hon beskriver sin upplevelse av att vara i och sedan lämna församlingen. Margaretha vittnar i denna bland annat om hur hon och andra i församlingen anklagades av pastor Christer Segerliv för att "vara fulla av demoner" och efter utfrysning av församlingsmedlemmarna och upprepade självmordsförsök lämnade hon församlingen 2006.
I augusti 2008 sändes två avsnitt av SVT:s program Existens i vilka man kritiskt granskade församlingen. Församlingen utpekades som sekt av avhoppare som berättade om fysisk och psykisk misshandel samt "våldsam demonutdrivning". Pastor Christer Segerliv anklagades dessutom för att styra församlingen med järnhand. Segerliv svarade på denna kritik med ett pressmeddelande i vilket han tog avstånd från den tidigare överfokuseringen på onda andar och förkunnelsen om andliga hustrur.
Församlingen drev tidigt friskolor som 1999 ådrog sig kritik från Skolverket. Gymnasieskolan lades ner, men grundskolan Segrande Liv fick i december 2005 en frikännande dom i regeringsrätten och verkar (2015) som en kristen friskola med klasser från F-9. Enligt deras hemsida är skolans vision att "ge eleverna de livs- och kunskapsgrunder som de behöver för att gå segrande genom livet". Skolan granskades av Skolinspektionen 2015, som meddelade att "skolan uppfyller författningarnas krav inom de arbetsområden som granskats".